# Svätý Kríž
Svätý Kríž (in ungherese Szentkereszt) è un comune della Slovacchia facente parte del distretto di Liptovský Mikuláš, nella regione di Žilina.